# Fred Erismann

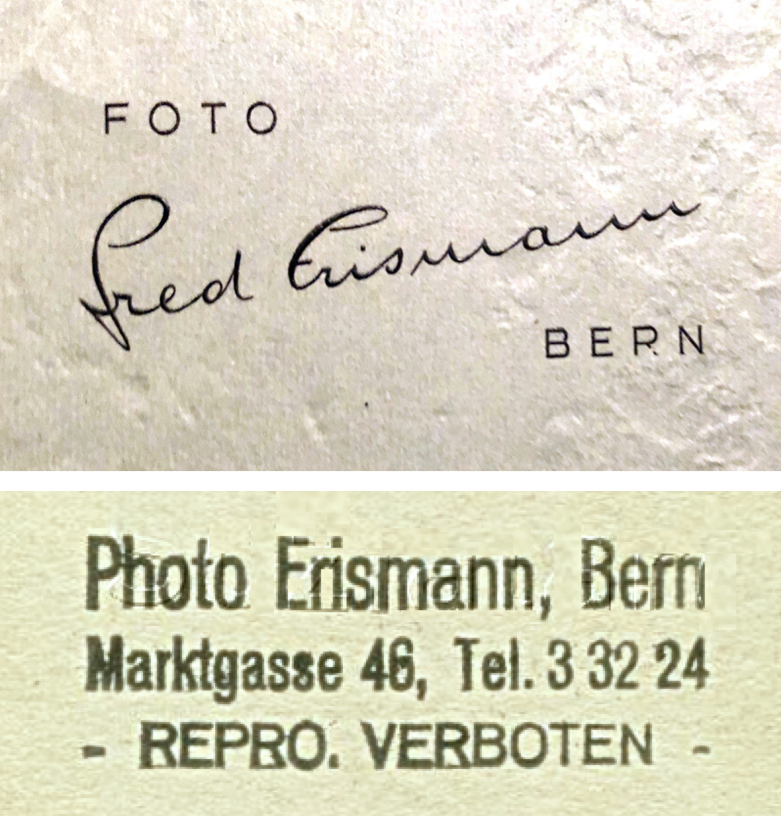
Podpis a firemní razítko z fotografického obchodu Fred Erismann v Bernu

Fred Erismann (17. ledna 1891, Winterthur – 8. července 1979) byl švýcarský divadelní, portrétní a kulturní fotograf.

## Životopis
Fred Erismann se narodil ve Winterthuru. Část mládí strávil v německém Waldshutu. Vystudoval obor mechanik v Curychu. V roce 1908 odešel jako cestující tovaryš z Hamburku na rozsáhlé světové turné jako námořník, kde se dostal z bagru na uhlí na nákladní lodi k prvnímu stevardovi na osobní lodi. Během této doby se dostal kromě jiného do Jižní Ameriky, Austrálie, Itálie, Skandinávie a Ruska. Pracoval však také ve své mechanické profesi, například v Argentině v Tucománu v dílně pro generální opravy lokomotiv. Začátek první světové války v roce 1914 však ukončil jeho světové turné. Na čtyři roky se usadil v Mnichově, kde pracoval na fotografických kamerách používaných pro letecký průzkum. Vzhledem k tomu, že taková zařízení byla vystavena extrémním podmínkám, využíval Erismann, vášnivý horolezec, své lezecké túry poblíž Mnichova pro testování těchto kamer. V mnichovském kulturním životě také objevil své nadšení pro divadlo a operu.

## Fotografie
Po návratu do Švýcarska v roce 1919 se začal věnovat fotografii. Stále pracoval jako přesný mechanik v Hasler AG v Bernu až do srpna 1926, poté se vyučil fotografem v Berlíně. Zde přišel do styku s významným divadelním fotografem Ellim Marcusem, od kterého se naučil umělecký přístup k práci se světlem, formou a expresivitou v tomto médiu. Setkal se také s Rosemarie Clausen, která v letech 1929 až 1933 pracovala jako asistentka Elliho Marcuse.
Po návratu do Bernu si v roce 1930 otevřel fotografické studio na Marktgasse a zhruba 40 let se věnoval fotografování. Erismann se velmi všestranně prezentoval jako divadelní, novinářský, portrétní a reklamní fotograf. Podílel se také na učňovském vzdělávání.
Od divadelní sezóny 1931/32 pracoval smluvně pro Městské divadlo v Bernu. Svou práci divadelního fotografa propojoval s filozofií určující trendy ve své profesi v tom, že si pro svou uměleckou práci hledal vlastní cestu. To znamenalo zabývat se technologií fotografického vybavení a vývoje fotografií, umělci, scénickými pracemi a scénickými situacemi. O důležitosti Erismanna napsala Martina Bolzli v Berner Zeitung z 2. listopad 2017: Po celá desetiletí byl domácím fotografem městského divadla. A definoval, co chce divadlo představit vnějšímu světu.
Prostřednictvím své tvorby se dostal do kontaktu s nejvýznamnějšími scénickými umělci: Erwinem Kohlundem, Leopoldem Bibertim, Alfredem Lohnerem, Heinrichem Gretlerem, Marií Beckerovou, Therese Giehseovou, Marií Schell a Adolfem Spalingerem jako herci; Elisabeth Schwarzkopf, Inge Borkh a Else Schulz jako zpěvačkami; Joséphine Baker a Mistinguett jako estrády a klaun Grock, tanečník postav Harald Kreuzberg a Marcel Marceau jako pantomima. Často reagovali se zvláštním věnováním na jeho fotografická díla.
Podle Berner Theaterzeitung z let 1956/57 byl Erismann vyhrazenou osobou a netlačil se do popředí. Článek se zmiňuje o tiché činnosti v pozadí divadla a spoustě oběti, nekonečné trpělivosti a idealismu. Jako umělecky citlivý divadelní fotograf se na představení pečlivě připravoval, aby vycítil ty nejlepší možné okamžiky pro nahrávky. Ve stejném článku je potvrzeno, že má neuvěřitelně bezpečné pochopení osobnosti.
Pro hru světla a stínu se inspiroval starými malířskými mistry, jako jsou Rembrandt nebo Goya. Miloval kontrasty světlo-tma a vybíral vhodné fotografické papíry , aby vytvořil velmi efektní nálady se třpytivými stíny. (Citace Erismanna v brožuře Kodak z roku 1953.) Erismannova fotografická díla byla používána v divadelních zprávách v tisku a v programech městského divadla. Městské divadlo v Bernu mu umožnilo vlastní stálou expozici v Käfigturmu v Bernu s fotografiemi příslušných divadelních, baletních a operních představení.
V roce 1932 se účastnil 1. Mezinárodní výstavy pro uměleckou fotografii v Luzernu a byl oceněn stříbrnou medailí. Aktuální výstavy o jeho tvorbě se konaly až po jeho smrti: v roce 1994 ve Worbu a v roce 2017 v Bernu: Licht an! Berner Theatermomente (Světlo! Bernské divadelní momenty).
Erismann byl ženatý, měl dceru a žil v Ostermundigenu poblíž Bernu.

## Odkaz
O zpracování a indexaci sbírky fotografií z archivu Městského divadla v Bernu a soukromé sbírky fotografa se stará Švýcarský archiv múzických umění, Nadace SAPA (Švýcarský archiv múzických umění). Fond obsahuje 5 000 papírových tisků a 90 000 negativů.

## Galerie

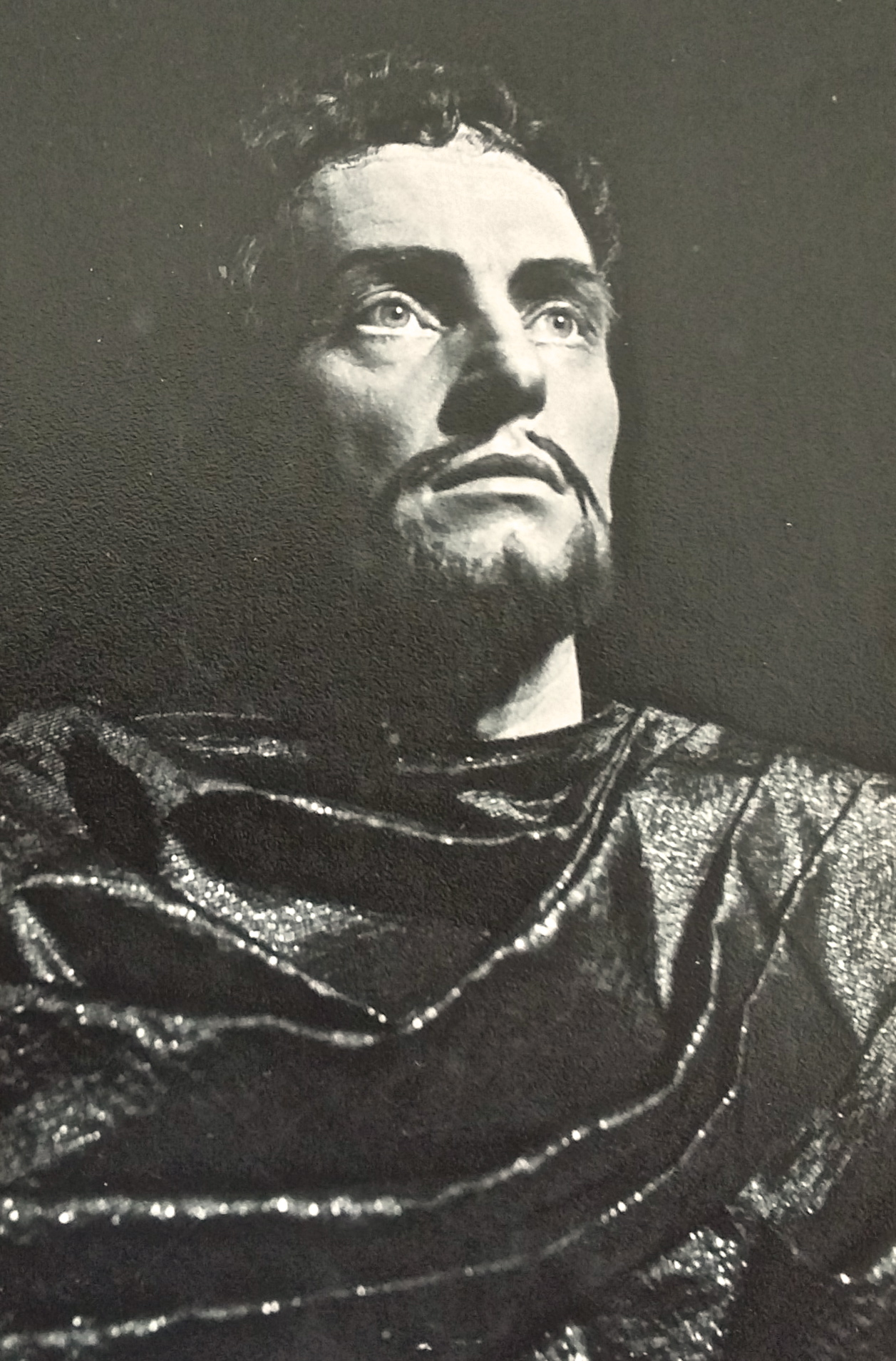
Arthur Loosli jako Hamor v Jefte od G. F. Handela v Městském divadle v Bernu, 1964
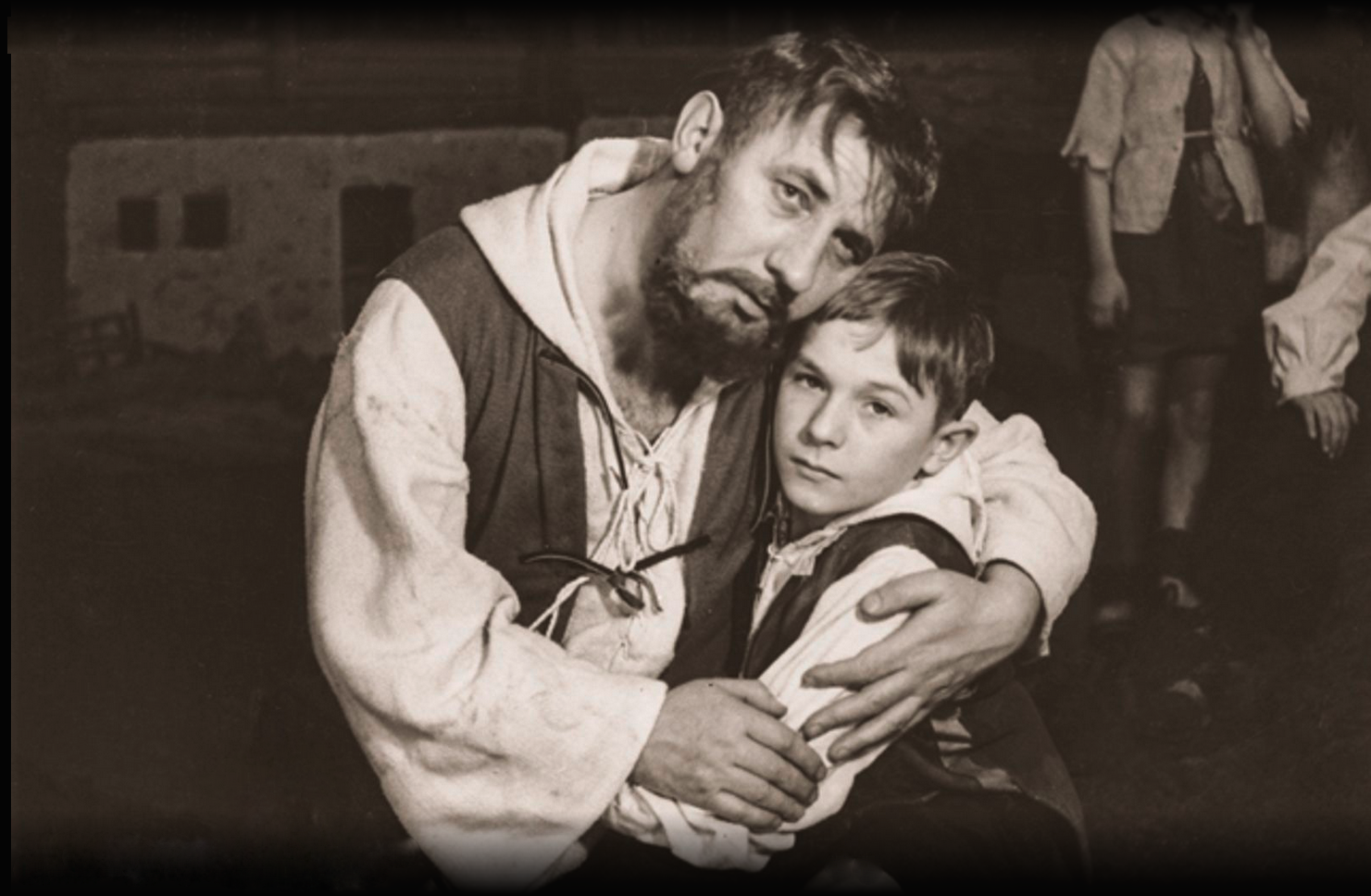
Heinrich Gretler jako Wilhelm Tell v Městském divadle v Bernu, 1935
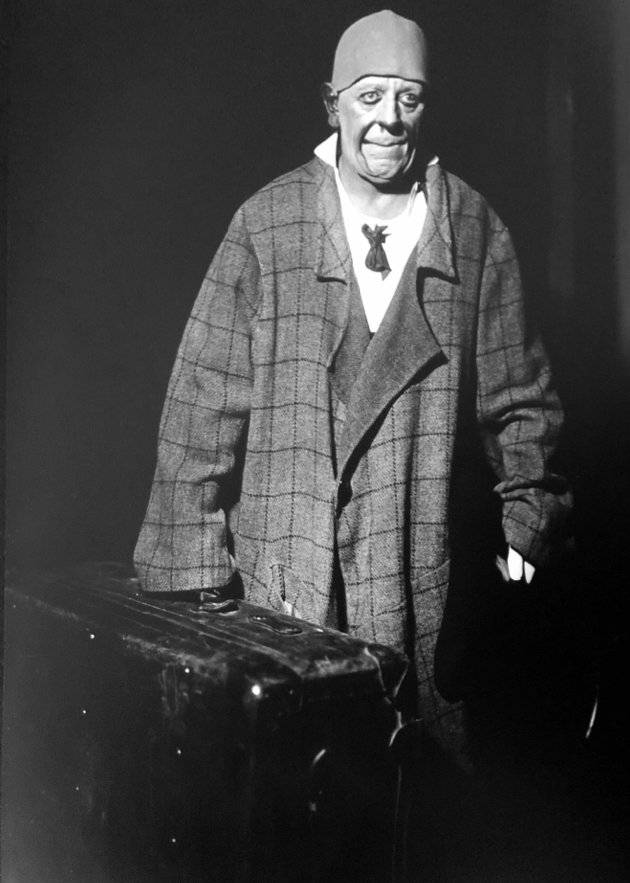
Švýcarský klaun Grock, 1931
Jack Menn a Lisa Czóbel v baletu „Carmen“, asi 1945 v Městském divadle v Bernu
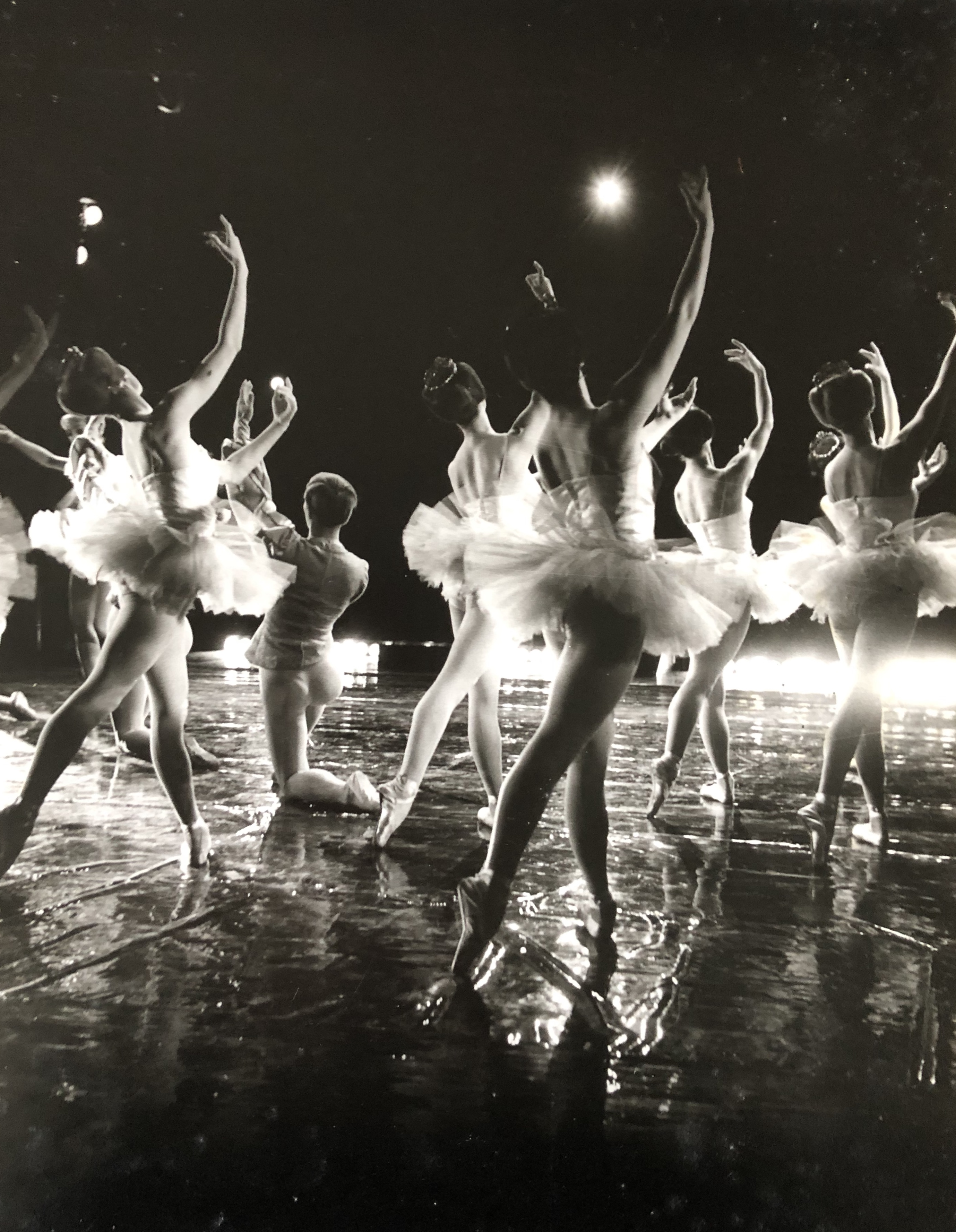
Scéna z baletu
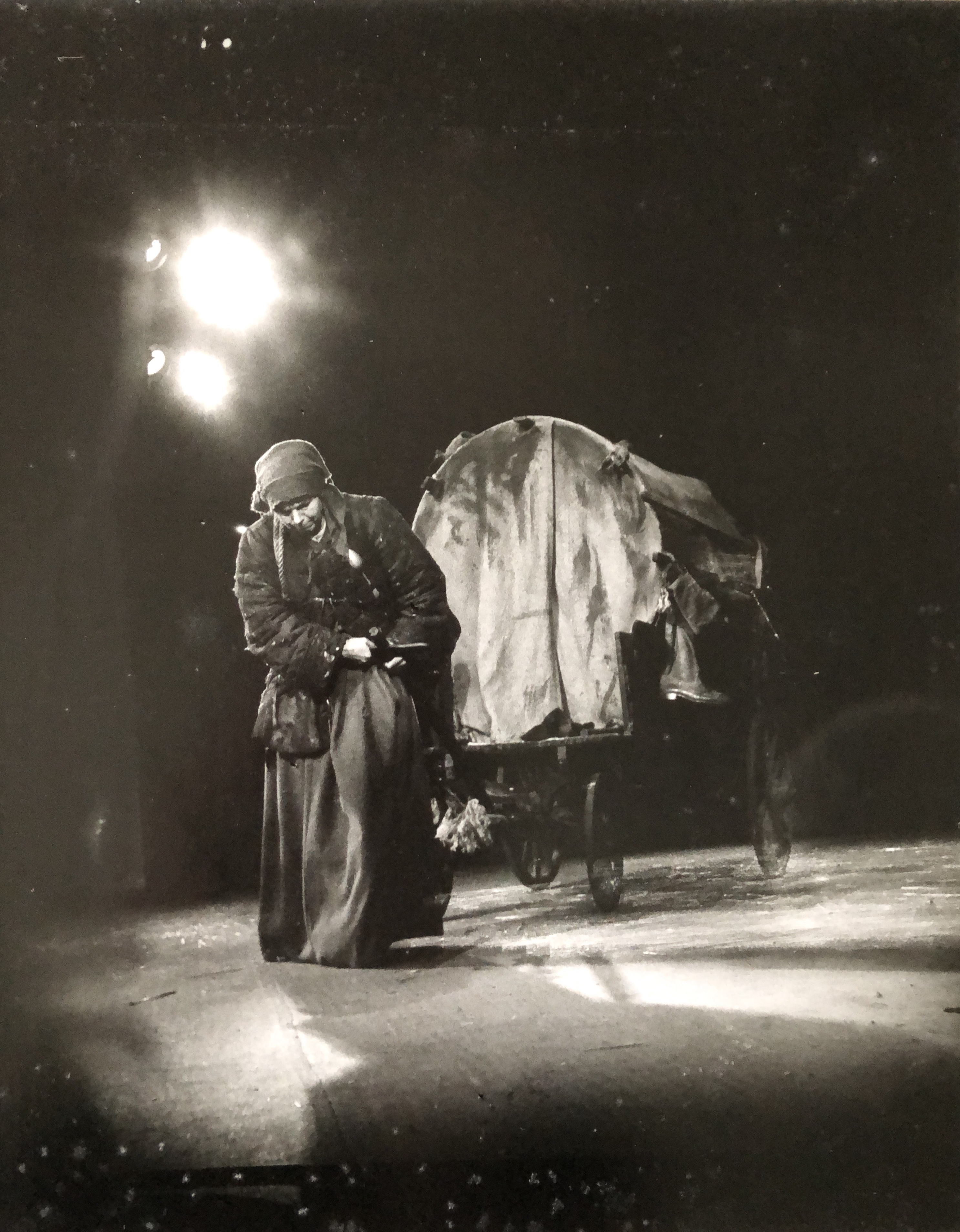
Ingeborg Arnoldi ve hře „Matka odvaha“ 1968
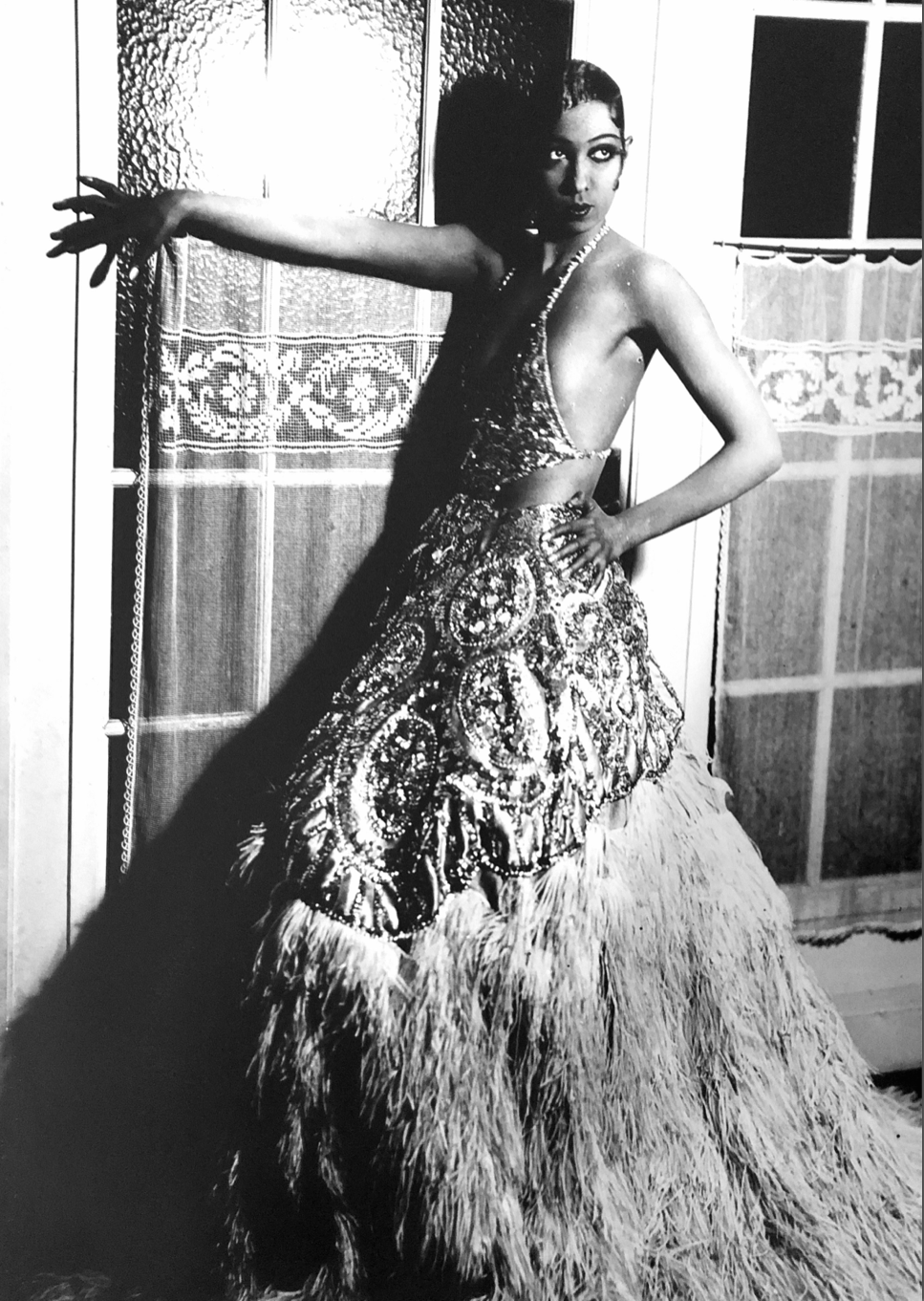
Joséphine Baker
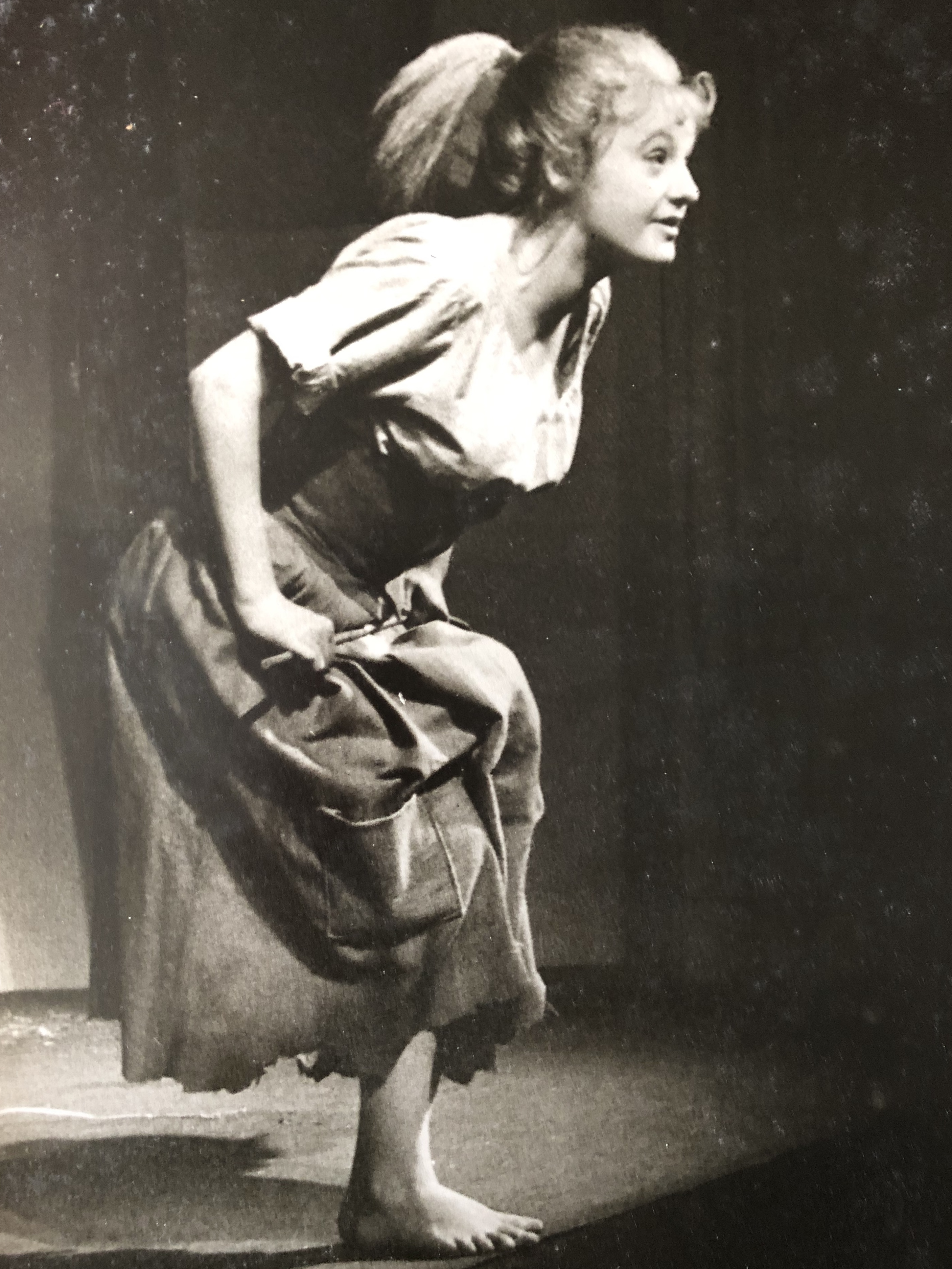
Snímek z „Das Mädel aus der Vorstadt“ od Johanna Nestroye
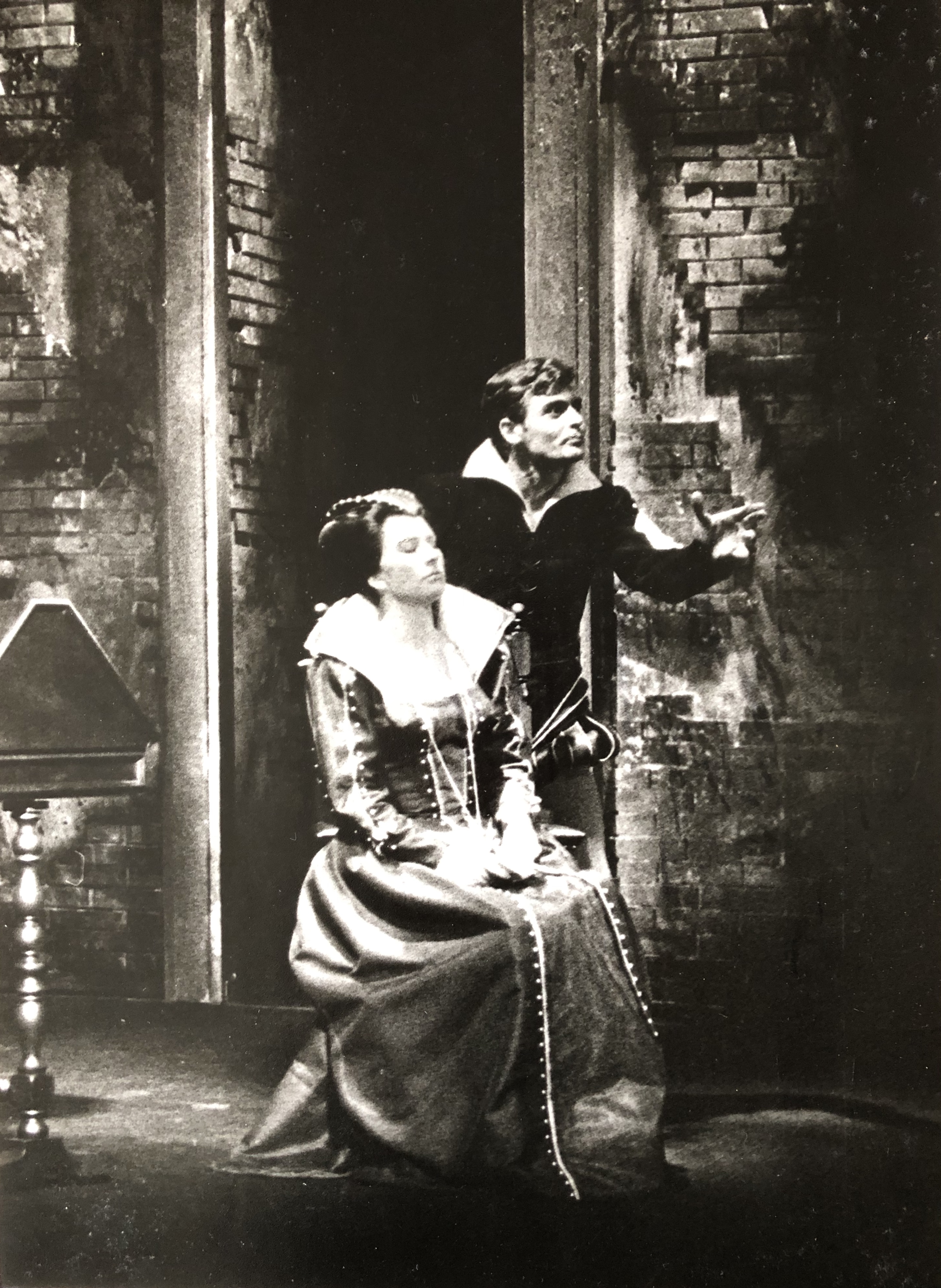
Scéna „Marie Stuartovna“ od Friedricha Schillera
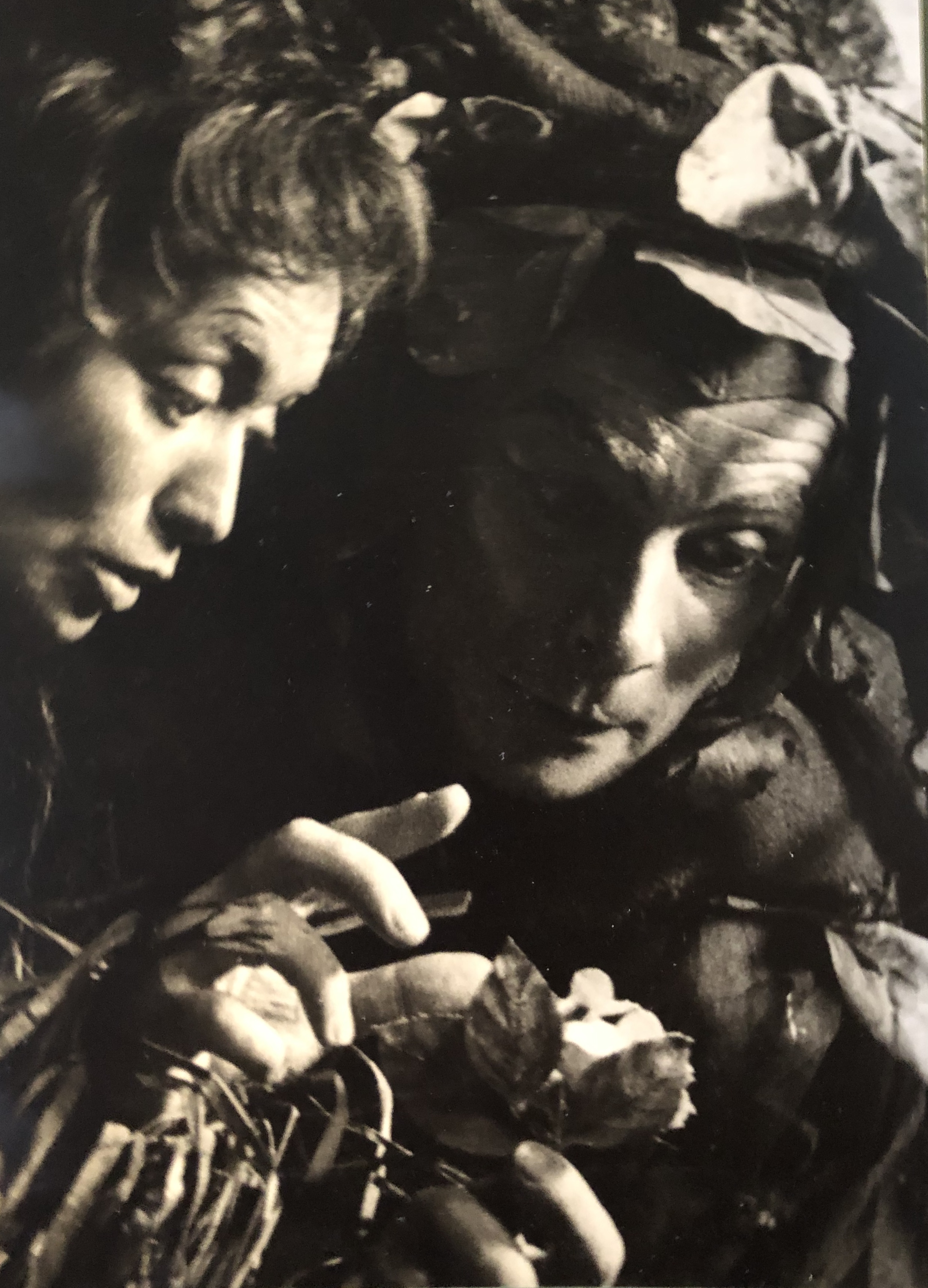
„Sen noci svatojánské“ od Williama Shakespeara
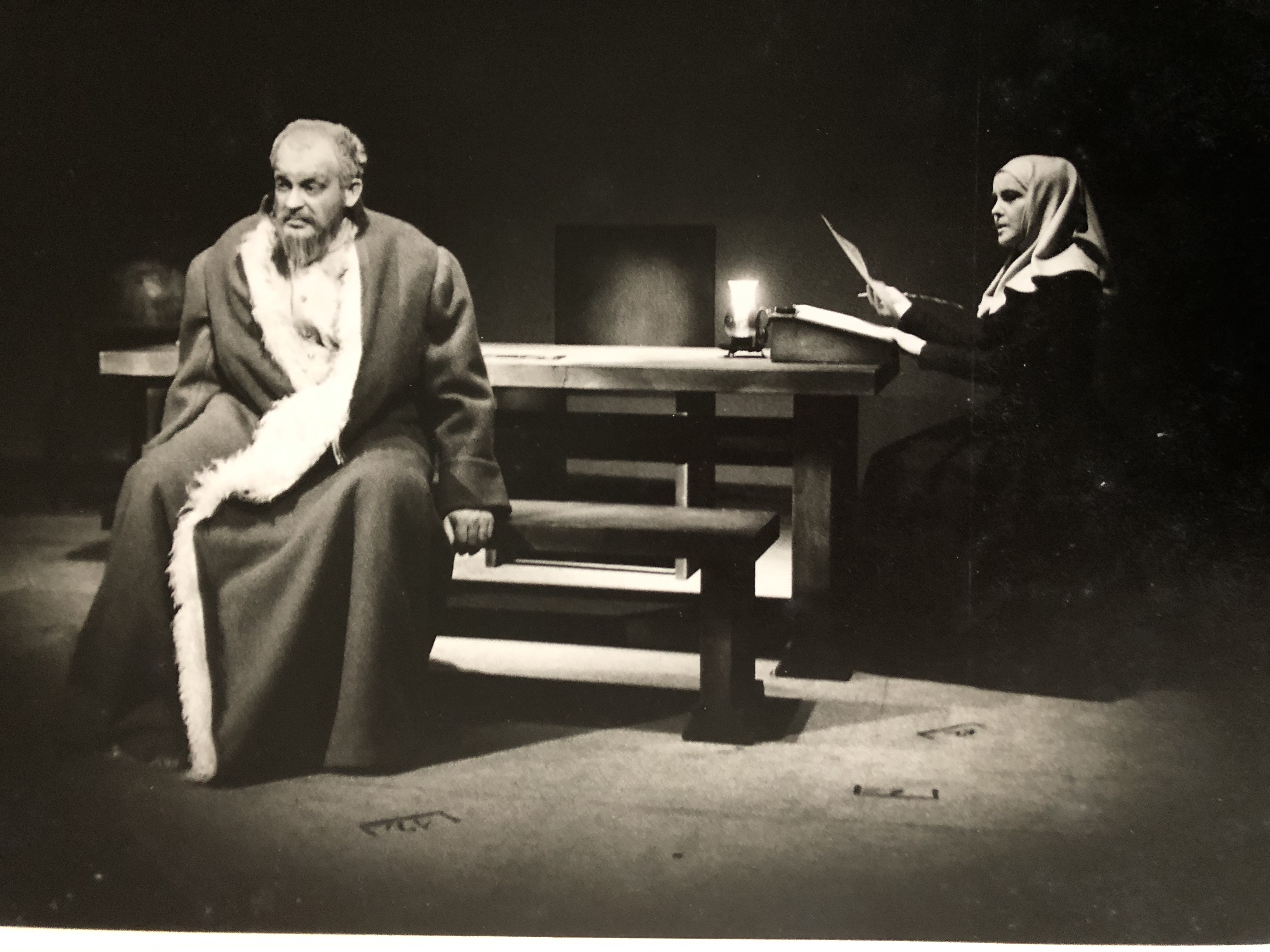
Scéna ze „života Galileiho“ od Bertolda Brechta
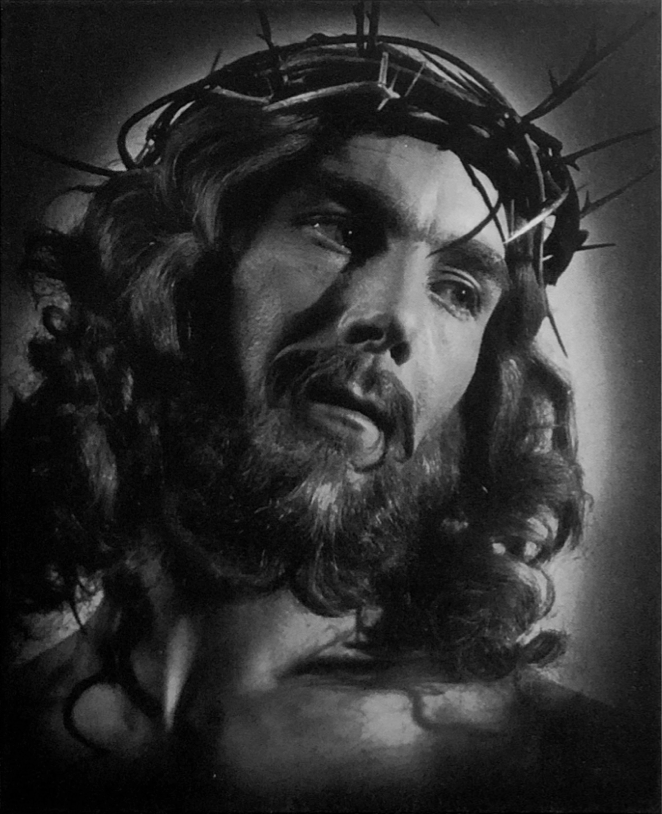
Kristus ve hře Selzach Passion Play, 1952

## Tiskové zprávy o Fredovi Erismannovi
- Berner Tagblatt (heute Berner Zeitung BZ): Vom Schiffsjungen zum Theaterphotographen; Samstag, 16. ledna 1971
- Berner Zeitung: Das Gesicht im besten Licht; Dienstag, 24. dubna 1984
- Der Bund: Fundgrube für Theaternarren; Samstag, 28. dubna 1984
- Berner Tagwacht: Theatergrössen; zur Ausstellung Worb 1984

## Výstavy
- 1930–1970, Dauerausstellung des Stadttheaters Bern im Käfigturm Bern
- 1932, Luzern, Altes Rathaus, 1. Internationale Ausstellung für künstlerische Fotografie
- 1984, Atelier Worb, Fotoausstellung des Berner Portrait- und Theaterfotographen Fred Erismann aus seiner Sammlung 1930–1970 unter dem Patronat der Stiftung schweiz. Theatersammlung
- 2017, Bern Kornhausforum, Licht an! Berner Theatermomente im Kornhausforum Bern